# ユニテリアン・ユニヴァーサリズム
ユニテリアン・ユニヴァーサリズム（Unitarian Universalism：通称UU) は「真理と意味の追求を自由にかつ責任を持って行うこと」を特徴としたリベラルな宗教で本拠地はアメリカ合衆国マサチューセッツ州ボストン。1961年にユニテリアンとユニヴァーサリストが合同してユニテリアン・ユニヴァーサリスト協会（Unitarian Universalist Association）が結成された。キリスト教から派生し、キリスト教正統派教義である三位一体を否定する。彼らはキリスト教徒を自認せず、米国の国勢調査ではキリスト教に含まれず「その他の宗教」に分類されている。

## 概要
UUは共通の教義を持たず、むしろスピリチュアルな成長に向け助け合い追求すること、個人の思想信仰は権威への服従からではなく追求の結果から生じるという信条によって団結している。ユニテリアン等のプロテスタントの各派から派生したが、現在は仏教など様々な宗教や思想も取り入れている。礼拝では賛美歌を歌ったりするなどキリスト教の一面も持つが思想信仰は各教会やメンバー個人に任され、教会やメンバーは必ずしもキリスト教徒を自認していない。グループによっては教会と名乗らないこともあり、神を信じる事の有無にかかわらず参加している。
ユニテリアン・ユニヴァーサリスト協会(UUA) は、1961年にアメリカ・ユニテリアン協会 (AUA) とアメリカ・ユニヴァーサリスト教会(UCA) の合併により成立し、北米の教会と緩やかに連帯している。UUA は1,000 以上の教会（congregation）と217,000 人の信者を持つ。会衆主義により各教会を緩やかにまとめ、各々の教会の自治権が大きいのが特徴である。教義を始め日々の教会運営から牧師の選定まで各支部（教会）の運営委員会の判断に委ねられている。運営委員会は一般信者と牧師で構成され毎週の礼拝、各種のグループ、ボランティア、会計、牧師との連携、地域との関わり等教会活動の殆どすべてに責任を持つ。

## プロフィール
ユニテリアン・ユニバーサリズムはメンバー（UU教徒）が自由に思想・信仰を決める事ができる。これにより宗教的多元性、多文化の伝統を尊重し同じ教会内でも複数の信仰や活動を認めている。例えば水曜日の夜に座禅のグループ、木曜日にはクエーカーのセミナー、日曜日には礼拝を行うといった具合である。このことから折衷的宗教であるとされている。UU教徒は自分の信仰が唯一無二の真実であるとか他宗派に対しての優越性を主張しないことが多い。「宗教学(theology)を創る」という勉強会もある。
多くのUU教徒は自身のことをヒューマニストであるとしている。他のUU教徒はキリスト教、仏教、ユダヤ教や自然崇拝、無神論、不可知論、博愛主義等をUUと同時に信仰している。中には教義の名前を特に使用せず様々な信仰を組み合わせている信者もいる。このような多様性はUU教徒から運動の利点と考えられていると同時に、各自比較的統一された教義と習慣を持つ（カトリック、プロテスタント、ユダヤ教、大乗仏教等）各宗教団体の中には教義を持たないUUを支持しない所も多い。UUは個人が自己や社会、自然との繋がりの中で各自意味を追求することを重要視し、決められたドグマを持たないからであるとされている。
ユニテリアン・ユニヴァーサリズムの組織に入るために要求される公的に定められた信条や信仰規定は存在しない。これはUUが1961年にアメリカ合衆国にてユニテリアン派とユニヴァーサリズム派が合併することで成立しているためである。アメリカ合衆国では、このことをうけて、多くの信徒が「ユニテリアン・ユニヴァーサリスト」（UU）を自認している。今日では、UUの多くは自分がキリスト教徒ではないと考えている（ただし、教義上はキリスト教主流派と重なる部分も少なくない）。キリスト教徒を自認する者についても、どのような教義を信じるかは各信徒の自由に任せられているが、多くの場合、三位一体についてはこれをドグマであるとして拒否されている。UUは彼らを束ねるものとして、教義ではなく、一連の行動原理を奨励するのである。著名なユニテリアン・ユニヴァーサリストには第6代アメリカ合衆国大統領ジョン・クィンシー・アダムズ、作家・思想家のラルフ・ワルド・エマーソン、ティム・バーナーズ＝リー（WWWの開発者）、ピート・シーガー、カート・ヴォネガットやクリストファー・リーヴがあげられる。アダムズとエマーソンはユニテリアンであった。

## 批判

### 正式な教義を持たない
キャロル・キートン・ストレイホーン（Carole Keeton Strayhorn）はユニテリアン・ユニヴァーサリズムは正式な教義を持たない為宗教ではないと批判した。しかし後に主張を翻している。

### 他宗教からの借用
近年UUは「あまりに無作為に」他宗教の儀式や習慣を借用していると仏教徒やネイティブアメリカンの団体等から批判されている。

## 日本宣教

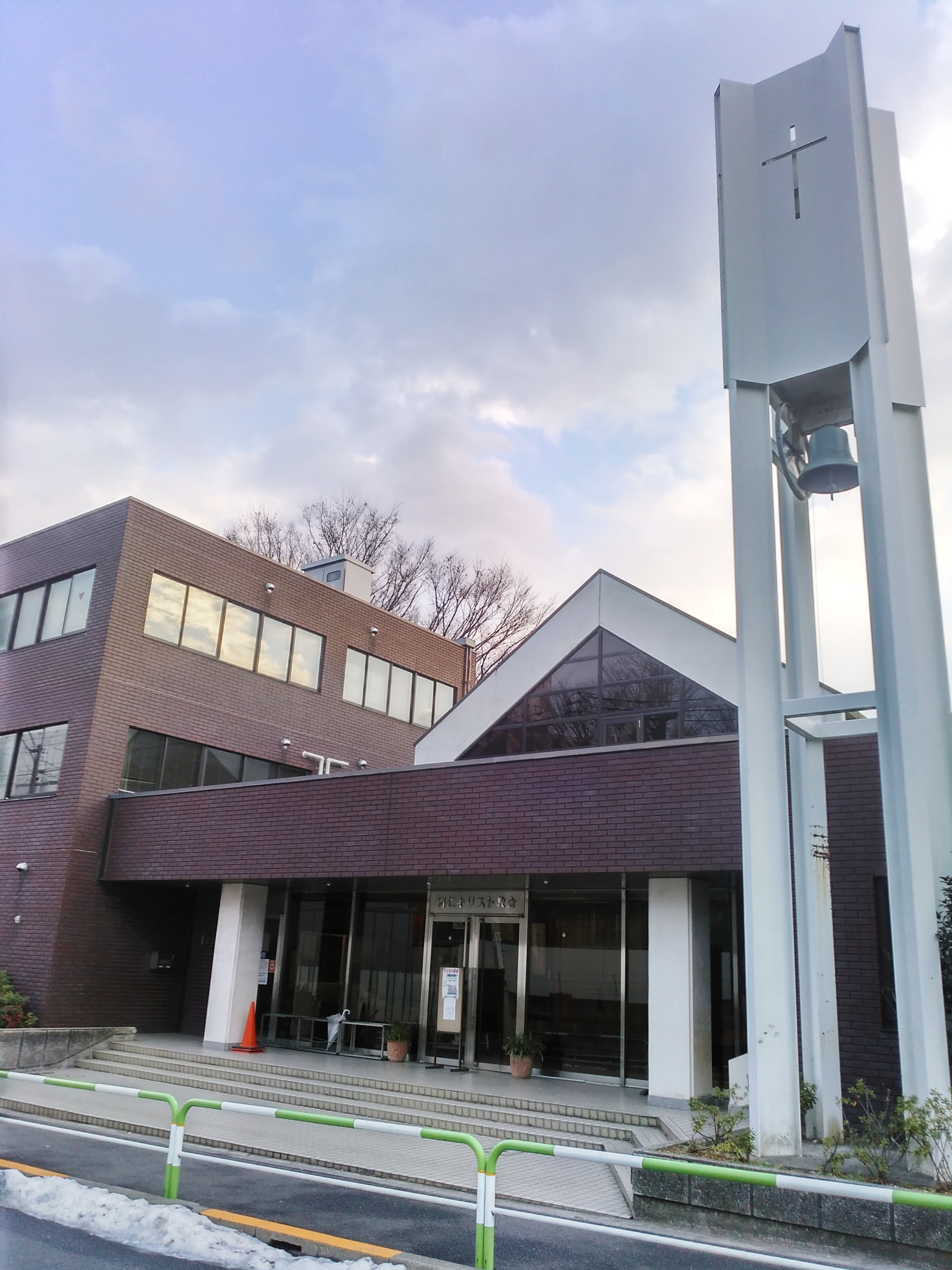
同仁キリスト教会（東京都文京区）

ユニテリアン・ユニヴァーサリズムの宣教の前段階がキリスト教プロテスタントの宣教であるので全体の流れを説明する。
江戸時代、プロテスタントの商人らは布教を行わないことで長崎貿易を認められていたところ、江戸幕府は1867年、長崎のカトリック信者（キリシタン）に対し浦上四番崩れなどの弾圧を行い、キリスト教を信仰する諸国から激しい非難を受けた。
明治維新後の1869年（明治2年）、アメリカン・ボードのダニエル・クロスビー・グリーン宣教師夫妻が来日し、アメリカの長老派教会、アメリカ・オランダ改革派教会、合衆国ドイツ改革派教会、スコットランドの長老派教会などの諸教派が共同して福音伝道活動を開始した。
1872年にはジェームス・ハミルトン・バラ宣教師によって横浜に日本基督公会が設立され、1873年（明治6年）にはキリシタン禁制が解除された。フルベッキ宣教師が日本政府左院の翻訳顧問となり、グリーン牧師やジェームス・カーティス・ヘボン宣教師らとともに新約聖書翻訳に取り組んだ。1874年創立の神戸の摂津第一公会は、当初から会衆制を採った。
1874年には米国聖公会のチャニング・ウィリアムズ宣教師が、築地に立教学校（のちの立教大学）を創設。
1877年には日本基督公会を継承した日本基督一致教会が設立される。各教派の宣教師達は日本を地理的に分割して伝道を担当し、改宗者を全て日本基督一致教会に加入させた。諸教派には熊本バンド出身の伝道者も加わり、関西、群馬、岡山、愛媛など各地に教会が設立された。
1878年、アメリカン・ボードが開拓伝道や協力活動のための日本基督伝道会社を結成する。
1879年には日本基督一致教会で、横浜バンドの植村正久と押川方義、また井深梶之助、田村直臣が按手礼を受けて牧師となる。
1880年にはイギリス発祥のキリスト教青年会（YMCA）の日本支部が設立。
1885年（明治18年）、ドイツからウィルフリード・スピンナー宣教師が来日し普及福音教会や普及福音新教神学校を開く一方、1886年には、諸派の合同で日本組合基督教会が設立された。
1887年（明治20年）12月には福澤諭吉や司法大臣金子堅太郎らの招聘により、アメリカ・ユニテリアン協会からハーバード大学出身のアーサー・メイ・ナップ牧師が来日し、ユニテリアン主義の布教が始まる。ユニテリアンは1894年、明治維新の江戸薩摩藩邸の焼討事件の跡地にジョサイア・コンドル設計の「ユニテリアン・ホール」を建てて布教を開始し、「統一教会」、「統一教会神学校」も設立されたが、のちにはYMCAとの摩擦が生じたこともあった。植村正久の日本基督教会など17の団体がユニテリアン主義者を擁していた。
1890年（明治23年）にはアメリカのアメリカ・ユニヴァーサリスト協会の本部から宣教師ジョージ・ペリンが来日し、同年末に東京飯田町に中央会堂を建した。中村正直らの勧告によって、宇宙神教と訳されたが、1909年(明治42年)には「日本同仁教会」と改称された。
1897年にはドイツの普及福音教会が東京に東郷坂教会を設立し、ユニヴァーサリズムを支持する赤司繁太郎が1946年まで牧師を務めた。
1910年の日韓併合時より、日本組合基督教会は朝鮮総督府から巨額の資金援助を受け、渡瀬常吉を派遣して朝鮮植民地伝道を繰り広げた。1912年には教職者142人、教会数91、教会員17816人となり、1920年代ごろからは天皇制を賛美した。
1941年、日本同人協会は日本基督教団に吸収合併された。
戦後、日本同人協会や日本キリスト教会は日本基督教団から離脱した。日本同人協会は現在、基督教同仁社団・同仁キリスト教会として活動し、幼稚園なども運営している。